# Drużynowe Mistrzostwa Świata Juniorów na Żużlu 2009
Drużynowe Mistrzostwa Świata Juniorów na Żużlu 2009 (DMŚJ) – cykl turniejów żużlowych, mających wyłonić najlepszą drużynę narodową (do lat 21) w sezonie 2009. Po raz piąty z rzędu w mistrzostwach zwyciężyła reprezentacja Polski.

## Finał
- Gorzów Wielkopolski, 5 września 2009

| Msc |                                                                                  | Drużyna / Zawodnik                                                  | Biegi        | Punkty |
| --- | -------------------------------------------------------------------------------- | ------------------------------------------------------------------- | ------------ | ------ |
| 1   |                                                                                  | Polska                                                              | Polska       | 57     |
| 1   | Dawid Lampart Maciej Janowski Grzegorz Zengota Przemysław Pawlicki Artur Mroczka | (w,1,1,3,w) (3,3,1,3,3) (3,3,3,3,3) (2,3,3,1,2)                     | 5 13 15 11   |        |
| 2   |                                                                                  | Dania                                                               | Dania        | 45     |
| 2   | René Bach Kenni Larsen Leon Madsen Nicolai Klindt Patrick Hougaard               | (2,2,0,2,1) (w,0,–,u,–) (2,2,2,2,3) (2,2,2,2,3,2) (3,2,2,3,2,2)     | 7 0 11 13 14 |        |
| 3   |                                                                                  | Szwecja                                                             | Szwecja      | 32     |
| 3   | Linus Eklöf Tomas H. Jonasson Simon Gustafsson Kim Nilsson Ludvig Lindgren       | (3,1,1,–,0) (2,u,2,2,3,2) (1,1,2,1,1) (t,1,3,0,2) (t,2,1,1,0)       | 5 11 6 4     |        |
| 4   |                                                                                  | Czechy                                                              | Czechy       | 15     |
| 4   | Václav Milík Martin Gavenda Filip Šitera Matěj Kůs Jan Holub                     | (w,1,0,0,1,0) (1,0,–,–,0,1) (0,d,0,1,1,1) (1,3,3,d,–,–) (1,0,0,0,0) | 2 3 7 1      |        |

Bieg po biegu:
1. Eklöf, Bach, Milík (w/2x), Lampart (u/w)
2. Janowski, Jonasson, Gavenda, Larsen (u/w)
3. Zengota, Madsen, Gustafsson, Šitera
4. Pawlicki, Klindt, Kůs, Nilsson (t)
5. Hougård, Mroczka, Holub, Lindgren (t)
6. Mroczka, Bach, Nilsson, Šitera (d/start)
7. Kůs, Lindgren, Lampart, Larsen
8. Janowski, Madsen, Eklöf, Holub
9. Zengota, Klindt, Milík, Jonasson (u4)
10. Pawlicki, Hougård, Gustafsson, Gavenda
11. Kůs, Gustafsson, Janowski, Bach
12. Nilsson, Hougård, Zengota, Holub
13. Pawlicki, Madsen, Lindgren, Milík
14. Mroczka, Klindt, Eklöf, Kůs (d2)
15. Hougård, Jonasson, Lampart, Šitera
16. Zengota, Bach, Lindgren, Milík
17. Pawlicki, Jonasson, Šitera, Larsen (u)
18. Jonasson, Madsen, Mroczka, Gavenda
19. Lampart, Klindt, Gustafsson, Holub
20. Janowski, Hougård, Milík, Nilsson
21. Pawlicki, Jonasson, Bach, Holub
22. Klindt, Mroczka, Gustafsson, Milík
23. Madsen, Nilsson, Gavenda, Lampart (u/w)
24. Janowski, Klindt, Šitera, Lindgren
25. Zengota, Hougård, Šitera, Eklöf